# Soulfood
Soulfood (Soulfood Music Distribution GmbH) war ein deutscher Vertrieb für unabhängige Labels und Unternehmen aus den Bereichen Musik, DVD und Merchandising mit Unternehmenssitz in Hamburg.

## Geschichte
Gegründet im Mai 2002 von Georg Schmitz und Jochen Richert, machte es sich das Unternehmen zur Aufgabe, Labels vor allem aus dem Rock-, Metal- und Independent-Bereich eine Vermarktungsplattform zu bieten. Zwischenzeitlich fanden sich im Sortiment aber auch andere Musikrichtungen und auch Filme. So brachten im Laufe der Jahre immer mehr Unternehmen wie Trisol, Ipecac, Blue Rose und Enja ihre Platten über Soulfood auf den Markt.
Mit Eintragung vom 30.06.2025 wurde das Unternehmen auf die ebenfalls zur deutschen believe-Gruppe gehörende Nuclear Blast GmbH verschmolzen.

## Übernahme von Soulfood durch Believe Germany
Im Zuge der Expansion im deutschsprachigen Musikmarkt hat Believe Germany das Unternehmen Soulfood übernommen. Durch diese Akquisition erweitert Believe nicht nur seine digitale Distributionsinfrastruktur, sondern stärkt auch seinen physischen Vertriebsarm. Trotz der Übernahme behält Soulfood seine Strukturen als 100-prozentige Tochter der Believe GmbH bei. Die Geschäftsführer beider Unternehmen, Thorsten Freese (Believe), Jochen Richert (Soulfood) und Georg Schmitz (Soulfood), sehen in dieser Fusion eine Fortsetzung und Vertiefung ihrer bisherigen erfolgreichen Zusammenarbeit. Seit ihrer Partnerschaft im Jahr 2014 konnten sie über 100 Chartplatzierungen verzeichnen. Mit der Übernahme strebt Believe weiterhin an, Indie-Labels und Künstler umfassend zu unterstützen. Die gemeinsamen Projekte, insbesondere im Rock- und Metal-Bereich, sollen weiterhin ausgebaut werden, wobei der Fokus auch auf zukünftigen Kooperationsprojekten liegt.

## Labels
Von Soulfood wurden unter anderem folgende Labels vertrieben:
- AFM Records (u. a. Avantasia, Doro, Whitesnake)
- Amigo Records (Montreal)
- Blue Rose (u. a. Steve Earle, Kris Kristofferson, Gomez)
- Bikini Bottom Mafia (SpongeBOZZ)
- Deutschmaschine Schallplatten (And One)
- Distributionz (u. a. DCVDNS, Kontra K, Blood Spencore)
- Dreyfus (u. a. Django Reinhardt)
- FDA Records (u. a. Chapel of Disease, Skeletal Remains, Deserted Fear, Lifeless, Wound)
- Freunde von Niemand (u. a. Vega)
- GLM (u. a. Quadro Nuevo)
- G-Stone (u. a. Kruder & Dorfmeister, Tosca)
- Gentle Art of Music (u. a. RPWL, Frequency Drift, Sylvan, Simeon Soul Charger, Panzerballett)
- Halunkenbande (u. a. Baba Saad)
- Hb Records (u. a. Wael 27)
- I Luv Money Records (u. a. Godsilla, King Orgasmus One)
- Ipecac (u. a. Melvins)
- Jeepster Records
- Massacre Records (u. a. Wolfchant)
- Missglückte Welt (u. a. Swiss und Die Andern, Ferris MC)
- Nettwerk (u. a. Great Lake Swimmers, Maria Taylor)
- One Shotta Records (Afrob)
- Pride & Joy Music (u. a. Bonfire)
- Prophecy Productions (u. a. The Vision Bleak, Dornenreich)
- ROAR! Rock of Angels Records
- Rock Road Records (Hollywood Burnouts)
- Rookies & Kings (u. a. Frei.Wild, Rockwasser)
- Sumthing Else Music Works (auch Sumthing; verschiedene Videospielesoundtracks)
- Swell Creek Records (u. a. Hate Squad)
- Trisol (u. a. ASP, Dope Stars Inc.)
- Undressed Records (u. a. Electric Turtles, Cedric)
- Violent Creek Records
- Wolfpack Entertainment (u. a. D-Bo, Vega).